# Spadowy Kociołek

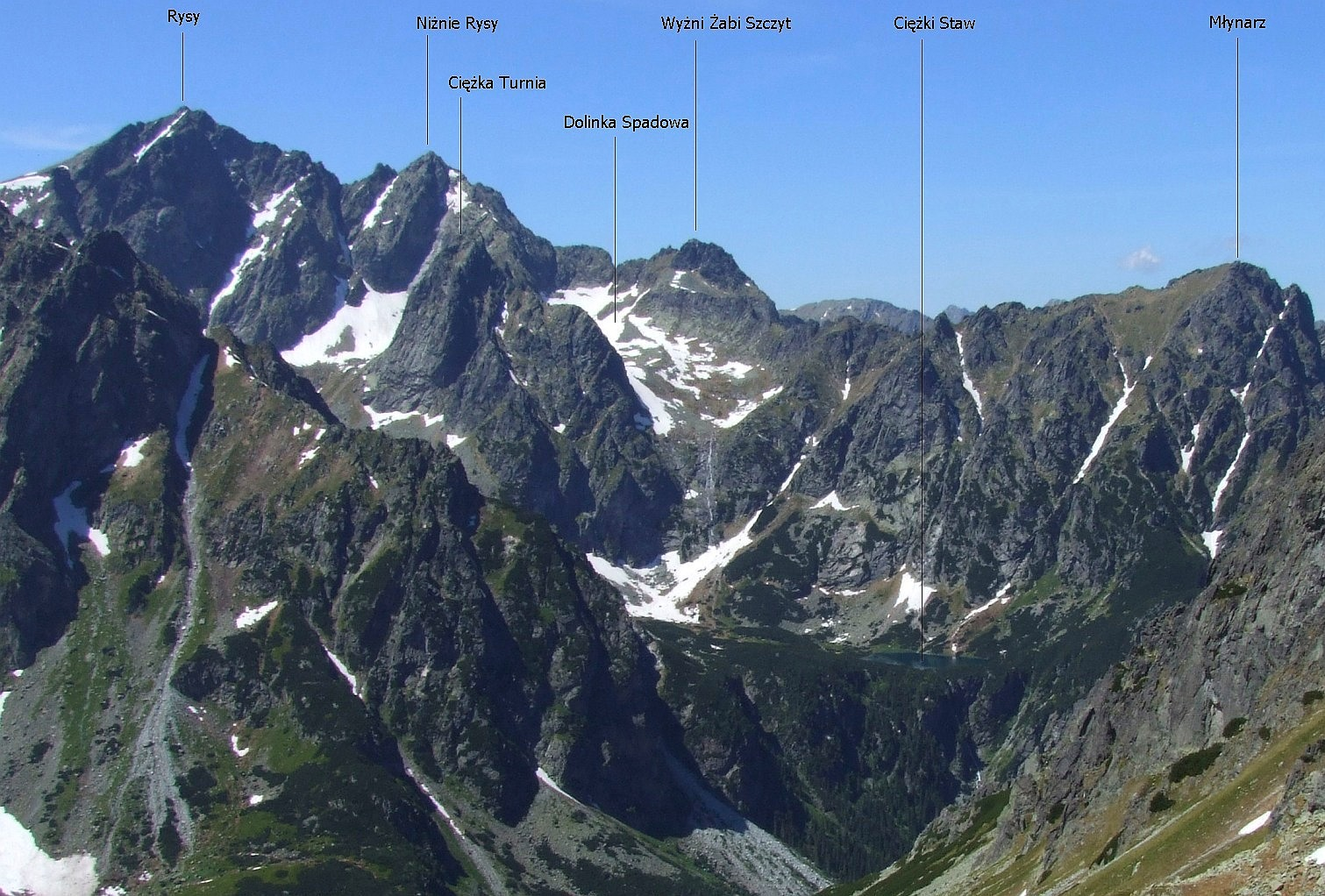
Spadowy Kociołek po lewej stronie kreski napisu Dolinka Spadowa

Spadowy Kociołek (niem. Leitenkessel, słow. Spádový kotol, węg. Lejtő-katlan) – kocioł lodowcowy w Dolinie Białej Wody w Tatrach Słowackich. Znajduje się w Dolinie Spadowej i jest trzecim od dołu piętrem tej doliny. Posiada cechy typowe dla kotłów lodowcowych. Po jego orograficznie prawej stronie wznoszą się: Pośrednia Spadowa Przełączka, Ciężka Turniczka, Niżnia Spadowa Przełączka i Ciężka Turnia. Do niżej położonych piarżysk Doliny Spadowej opada progiem o wysokości około 50 m.  Do górnej części kotła opadają dwa żlebki. Lewy, bardziej stromy i węższy opada z siodełka Ciężkiej Turniczki. W środkowej części rozdwaja się na dwa kominki. Prawy żlebek ma długość około 100 m, jest trawiasty i bardzo stromy. Wyżej przekształca się w depresję podchodzącą pod Pośrednią Spadową Przełączkę. Prawym żlebkiem i depresją prowadzi droga wspinaczkowa z Doliny Spadowej  na tę przełączkę  (0 w skali tatrzańskiej, 30 min).
Autorem nazwy jest Władysław Cywiński.